# Acidipila
Acidipila es un género de bacterias gramnegativas de la familia Acidobacteriaceae. Actualmente (2023) contiene una sola especie: Acidipila rosea. Fue descrito en el año 2015. Su etimología hace referencia a esfera ácida. El nombre de la especie hace referencia al color rosa. Es aerobia, inmóvil y con cápsula. Tiene un tamaño de 0,5-0,8 μm de diámetro, con forma de coco o cocobacilar. Es acidófila, con un pH óptimo de 4,5. Forma colonias circulares, lisas, traslúcidas, mucosas y de color rosa. Temperatura de crecimiento entre 22-37 °C, óptima de 30 °C. Tiene un contenido de G+C de 59,5%. Se ha aislado de drenajes ácidos de minas y suelos ácidos en Japón. 